# 茉莉花

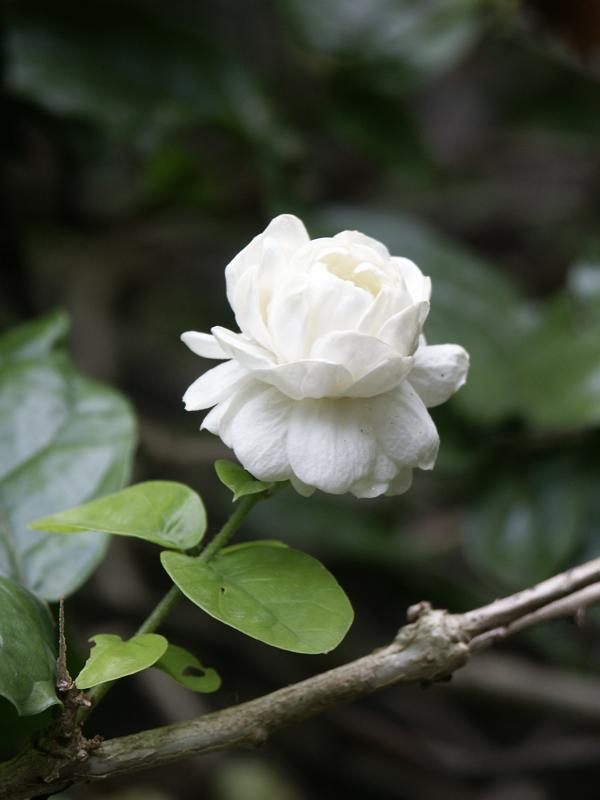
虎頭茉莉

茉莉花（學名：Jasminum sambac，羅馬化：Mallikā），又稱茉莉，為木犀科素馨屬的植物，是一種高約1至3公尺的灌木。

## 词语释意
茉莉花的種小名 sambac 來自梵語的  (campaka)，原指木蘭科含笑屬的黃玉蘭（Michelia champaca）。

## 別名
茉莉花另有別名木梨花、鬘華、三白等。

## 介紹
茉莉花花香濃郁，是熱帶、亞熱帶常見的精油作物和觀賞作物。常見栽植的茉莉為雙瓣品種，但亦有單瓣品種，如筆尖茉莉、奧爾良少女（Maid of Orleans / Mali La），以及多瓣品種，如重瓣筆尖茉莉（Belle of India）、華蓋茉莉（Mali Chat Phikun）、寶珠茉莉（Mali Chat Dok Bua）、虎頭茉莉（Grand Duke of Tuscany / Mali Son）。多瓣茉莉古稱番茉莉，在清代傳入广东、台灣。

## 文化含義

### 中國大陸
在中國，常用茉莉花加入綠茶中窨制成茉莉花茶，也是著名民謠《茉莉花》的主角。
茉莉花是中國大陸福州市的市花。

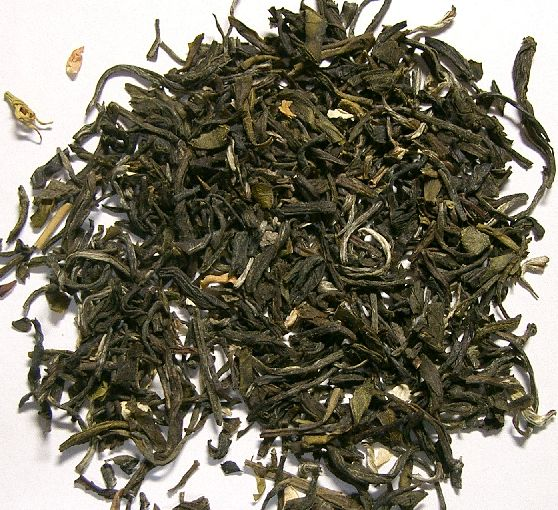
茉莉花茶

在福州，福州人使用茉莉花來泡茶有悠久的歷史。擁有獨特的福州茉莉花茶的手藝。

### 菲律賓
茉莉花於1937年被選為菲律賓的國花，於1990年與蝴蝶蘭和阿諾爾特大花草一同被選為印度尼西亞的國花。在菲律賓，茉莉花常用來製作歡迎客人的花環或是祭壇的飾物，甚至可以治療頭疼。

## 用途
茉莉花常用於園藝觀賞、泡茶、藥用，同時是製作精油和香水常用的植物素材之一。

## 繁殖方式
扦插繁殖，於4～6月選2年生枝條，剪成5～6寸插條，每枝有芽2～3個，頂上留葉子一對，其餘全部摘除。

## 栽培方式
茉莉花期在5-10月，自春末至秋開花不斷，夏季茉莉花進入盛花期，茉莉喜濕潤環境，因夏季氣溫較高，早、晚應各澆一次水，茉莉花喜肥，但冬季和夏季超過35℃以上溫度不施肥。冬季最低溫度10℃以下，就要將盆花移入室內避寒。茉莉花生長旺盛，枝條容易呈現匍匐性下垂，若非當綠籬，應適度修剪整型。

## 延伸阅读
[在维基数据编辑]
 《欽定古今圖書集成·博物彙編·草木典·茉莉部》，出自陈梦雷《古今圖書集成》

## 外部連結
- . ITIS. 2009年  [5月12日, 2009年].
- （繁體中文）（英文）茉莉花 Molihua （页面存档备份，存于） 藥用植物圖像數據庫 (香港浸會大學中醫藥學院)